# Cazul ablativ
În lingvistică, ablativul este cazul complementelor circumstanțiale.
Este prezent în: latină, greacă, sanscrită, armeană, finlandeză, maghiară ș.a.
Exprimă punctul de plecare în spațiu, instrumentul, asocierea, cauza unei acțiuni etc.
Ablativul absolut este o construcție sintactică latină, alcătuită dintr-un substantiv sau pronume cu rol de subiect, în cazul ablativ, și un participiu prezent sau perfect tot în cazul ablativ.
Ablativul absolut este echivalentul unei propoziții circumstanțiale (cauzală, concesivă, condițională sau temporală). De exemplu: „... Tarquinio Superbo regnante...” („pe când domnea Tarquinius Superbus...”).